# Parti populaire démocratique (Monténégro)
Pour les articles homonymes, voir Parti démocratique populaire.
Le Parti populaire démocratique (en serbe : Demokratska narodna partija abrégé DNP ; en serbe en écriture cyrillique : Демократска народна партија) est un parti politique populiste et social-conservateur monténégrin.
Le DNP compte actuellement quatre députés au Parlement du Monténégro élus sur la liste du Pour le futur du Monténégro lors des élections législatives de 2023.

## Histoire
Le Parti populaire démocratique est fondé en 2015, à partir de l'ancienne faction du Parti populaire socialiste (SNP) dirigée par Milan Knežević et Predrag Bulatović qui ont quittés le parti et rejoint l'alliance du Front démocratique en tant que groupe indépendant, avant les élections législatives d'octobre 2012.
Le 9 mai 2019, le chef du parti Knežević, ainsi que 13 autres personnes sont reconnues coupables par un tribunal pour avoir prétendument « comploté pour commettre des actes terroristes et saper l'ordre constitutionnel du Monténégro le jour des élections législatives de 2016. ». En 2021, la cour d'appel annule le verdict de première instance sur tous les chefs d'accusation,.

## Idéologie
Le parti considère la communauté serbe, qu'il représente, comme discriminée. Il considère que le Monténégro poursuit le concept d’État-nation et la politique d'assimilation. Selon lui les Serbes et les Monténégrins sont considérés comme un seul et même peuple. Il exige que la langue serbe soit inscrite dans la Constitution du Monténégro comme langue officielle. Le parti est actuellement le principal défenseur d'un unionisme serbo-monténégrin, avec son partenaire de coalition, la Nouvelle démocratie serbe.
Le Parti populaire démocratique, conjointement avec la Nouvelle Démocratie serbe, entretient une coopération avec les partis d'extrême droite russe Rodina et Russie unie ainsi qu'avec l'Alliance des sociaux-démocrates indépendants de la république serbe en Bosnie-Herzégovine. Le parti entretient également une coopération très étroite avec le régime populiste de droite du Parti progressiste serbe en Serbie.

## Résultats électoraux

### Élections présidentielles
| Élection | Candidat       | 1er tour | 1er tour | 2d tour | 2d tour | Résultat     | Notes                         |
| Élection | Candidat       | Voix     | %        | Voix    | %       | Résultat     | Notes                         |
| -------- | -------------- | -------- | -------- | ------- | ------- | ------------ | ----------------------------- |
| 2013     | Miodrag Lekić  | 154 289  | 48,79    | –       | –       | Non élu (#2) | Candidat indépendant, soutien |
| 2018     | Mladen Bojanić | 111 711  | 33,40    | –       | –       | Non élu (#2) | Candidat indépendant, soutien |
| 2023     | Andrija Mandić | 65 385   | 19,32    | –       | –       | Non élu (#3) | Candidat du DF                |

### Élections législatives
| Élection | Alliance | Chef           | Votes   | %     | Rang | Sièges | Gouvernement           |
| -------- | -------- | -------------- | ------- | ----- | ---- | ------ | ---------------------- |
| 2012     | DF       | Milan Knežević | 82 773  | 22,82 | 2e   | 3 / 81 | Opposition             |
| 2016     | DF       | Milan Knežević | 77 784  | 20,32 | 2e   | 4 / 81 | Opposition             |
| 2020     | ZBCG     | Milan Knežević | 133 261 | 32,55 | 2e   | 5 / 81 | Soutien (2020-2022)    |
| 2020     | ZBCG     | Milan Knežević | 133 261 | 32,55 | 2e   | 5 / 81 | Opposition (2022-2023) |
| 2023     | ZBCG     | Milan Knežević | 44 565  | 14,74 | 3e   | 4 / 81 | Soutien                |